# 细扁食蚜蝇

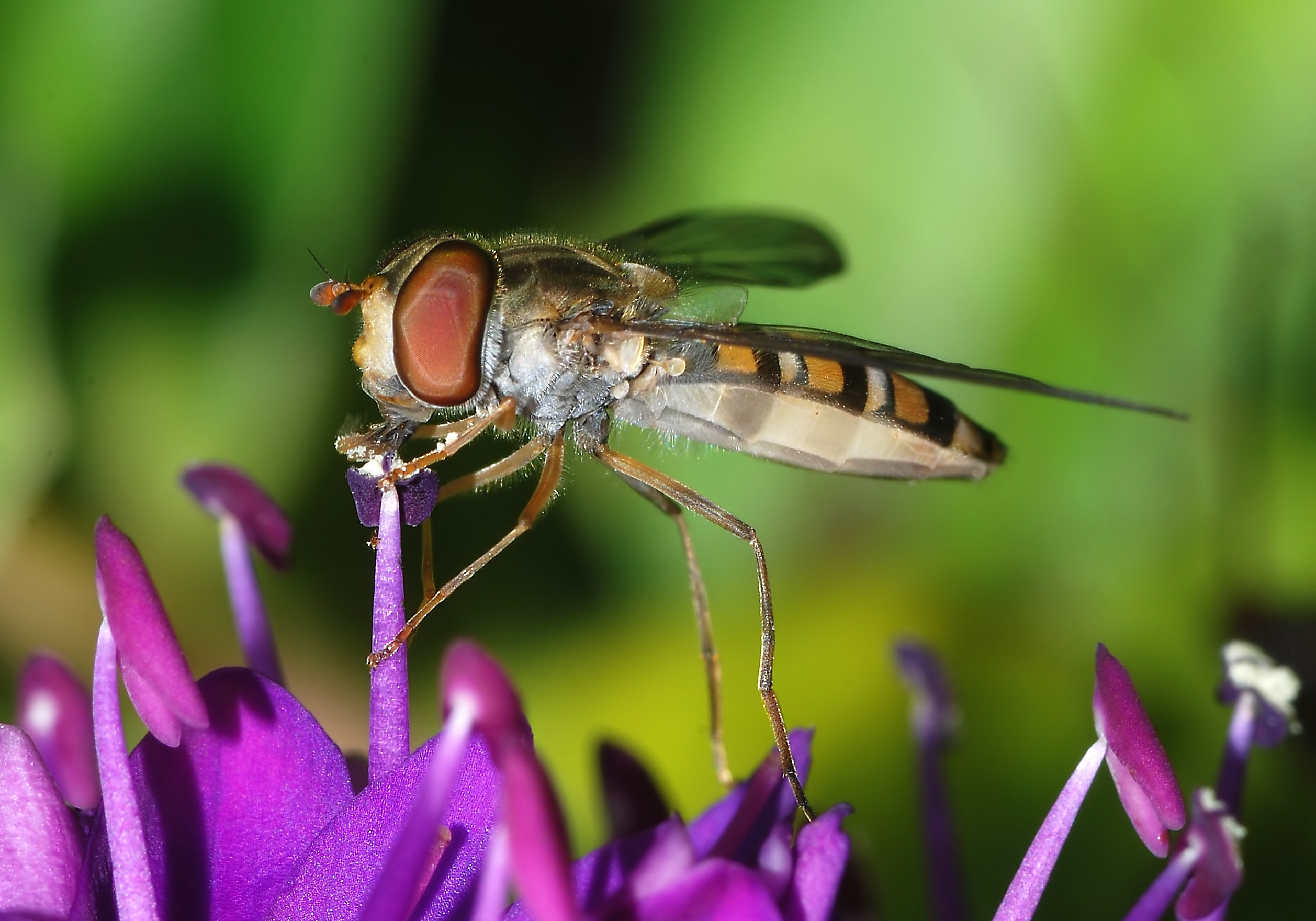
正在吃花粉的雌性細扁食蚜蠅。

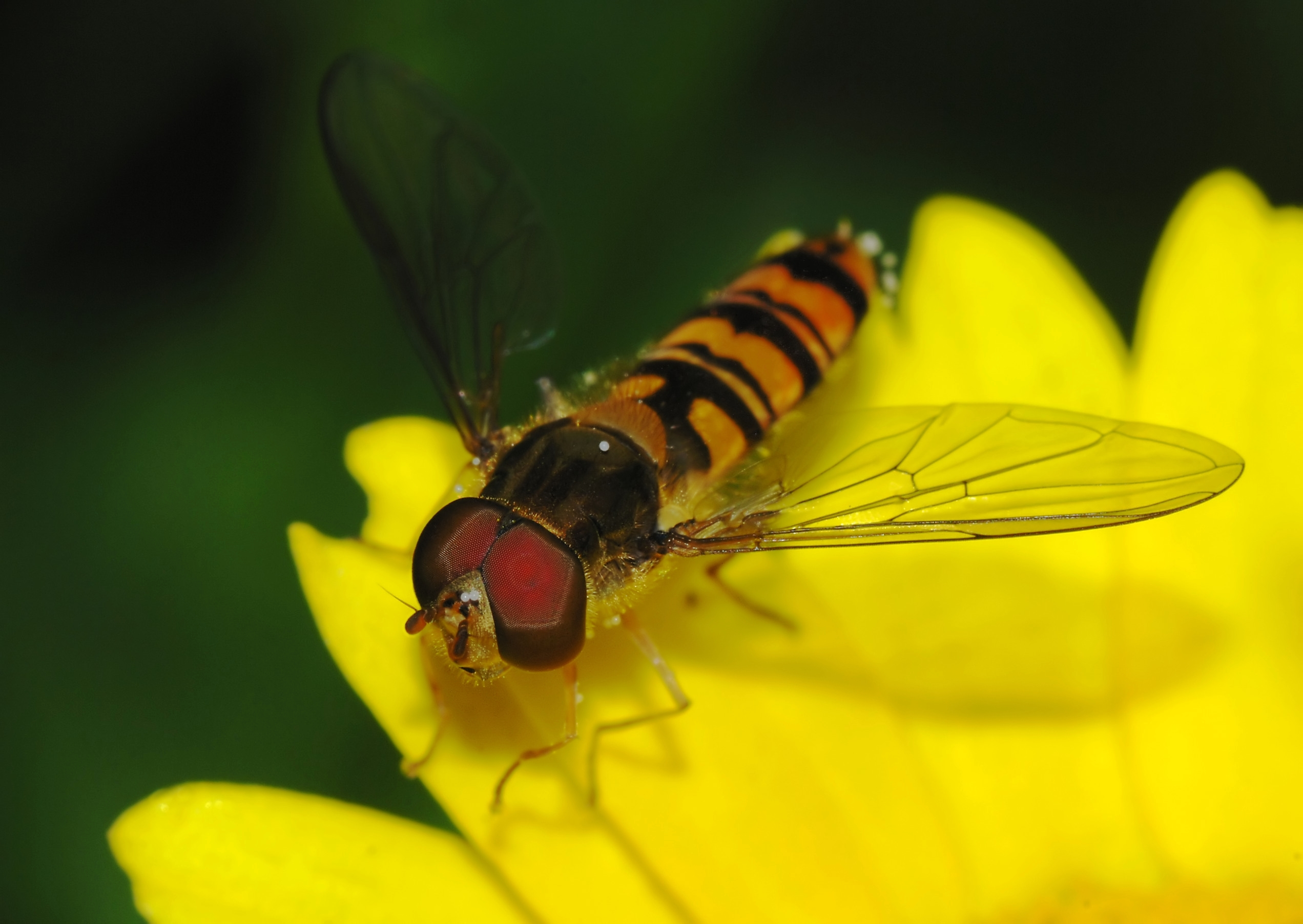
雄性細扁食蚜蠅，留意其接眼式的複眼。

細扁食蚜蠅（學名：Episyrphus balteatus），又名黑紋食蚜蠅、佩帶蚜蠅，是較為細小的食蚜蠅，廣泛分佈在各大洲中。牠們的外觀擬態成較為危險的黃蜂，但本身不具攻擊性。牠們的下腹表面有橙黑間。第三及第四背板有黑間，胸部有暗淡的灰帶。身長約10-11mm。
全年在不同的地方都可以見到細扁食蚜蠅。牠們有時會成群的遷徙。牠們是雙翅目中較少數具有進食花粉能力的物種之一，常於滯留於空中定格飛行。雌蟲產卵於蚜蟲棲息之植物，其幼蟲呈細長型，生活在莖葉上並捕捉蚜蟲為食。
雄性細扁食蚜蠅的特徵是其接眼式的複眼，即左右複眼在頭頂上連接；雌蟲兩眼間有明顯間隙。